# اتیل نیترات
اتیل نیترات (به انگلیسی: Ethyl nitrate) با فرمول شیمیایی C۲H۵NO۳ یک ترکیب شیمیایی با شناسه پاب‌کم ۱۲۲۵۹ است. که جرم مولی آن ۹۱٫۰۷ g/mol می‌باشد. شکل ظاهری این ترکیب، مایع است.